# Luis Minguela
Luis Mariano Minguela Muñoz (Frumales, Segovia, 5 de enero de 1960) es un exfutbolista español. Jugaba en la posición de medio y desarrolló la totalidad de su carrera deportiva en el Real Valladolid Club de Fútbol, equipo con el que conquistó una Copa de la Liga en 1984. Asimismo, fue internacional con la selección en una ocasión: el 20 de septiembre de 1989 en el partido que enfrentó a España contra Polonia en el Estadio de Riazor de La Coruña, saldado con victoria española por 1-0. Tras su retirada del fútbol profesional, ha ocupado diversos cargos en la Diputación de Valladolid y ha sido alcalde de la localidad vallisoletana de Laguna de Duero de 2011 a 2015, por el Partido Popular.

## Clubes
| Club                      | País          | Año           | PJ  | G  |
| ------------------------- | ------------- | ------------- | --- | -- |
| Real Valladolid Deportivo | España        | 1977-1992     | 449 | 30 |
| Total carrera             | Total carrera | Total carrera | 449 | 30 |

## Palmarés

### Como jugador

#### Trofeos nacionales
| Título          | Club                      | Lugar               | Año  |
| --------------- | ------------------------- | ------------------- | ---- |
| Copa de la Liga | Real Valladolid Deportivo | Madrid y Valladolid | 1984 |

Es el tercer jugador con más partidos oficiales disputados en la historia del Real Valladolid (noviembre de 2022).